# Ivan Saraiva de Souza
Ivan Saraiva de Souza (* 18. Januar 1982 in Campinas) ist ein ehemaliger brasilianischer Fußballspieler.

## Karriere
Der auf Links spielende Abwehrspieler begann seine Laufbahn 2001 bei Athletico Paranaense. Anschließend wechselte er 2005 für ein halbes Jahr zum ukrainischen Club Schachtar Donezk, mit dem er Landesmeister wurde, um dann wieder für seinen Heimatverein zu spielen. Seine nächste Station war Fluminense Rio de Janeiro, wo er ein Jahr tätig war. Seit 2008 ist er in Diensten von Gaziantepspor.
Am letzten Tag der Sommertransferperiode 2012 wechselte er zum Ligakonkurrenten Mersin İdman Yurdu. Nachdem dieser Verein im Sommer 2013 den Klassenerhalt in der Süper Lig verfehlt hatte, löste da Souza nach gegenseitigem Einvernehmen seinen Vertrag auf und verließ diesen Klub wieder.
Im Frühjahr 2014 heuerte er beim brasilianischen Klub Figueirense FC an und beendete nach der Saison seine aktive Laufbahn.

## Erfolge
Fluminense
- Copa do Brasil: 2007

Gaziantepspor:
- Spor Toto Pokal: 2012